# Den (fumetto)
Den è il nome di due personaggi immaginari identici di spada e pianeta creati da Richard Corben. La prima apparizione nel cortometraggio animato Viaggio nel paese di Giammai del 1968. Il secondo è apparso nell'omonimo fumetto dal 1973, e in racconti che sono stati raccolti per la maggior parte in libri tascabili commerciali. Questo secondo Den appare anche nel film Heavy Metal del 1981. In Italia le storie di Den sono state pubblicate sulle riviste di fumetti Alterlinus e L'Eternauta.

## Genesi del personaggio
Corben ha creato Den come protagonista del film Viaggio nel paese di Giammai (titolo originale Neverwhere) mentre lavorava presso Calvin Studios, una società di animazione a Kansas City. Il film è animato, con sequenze di inquadrature filmate in live-action. Corben stesso ha interpretato il personaggio del titolo e il suo capo nel film è stato interpretato dal capo di Corben presso i Calvin Studios. Poi ha disegnato l'intera sequenza animata a mano nel suo tempo libero. I suoi datori di lavoro, colpiti dai suoi risultati, lo hanno aiutato a terminare il cortometraggio modificandolo e aggiungendo una nuova colonna sonora professionale con le voci degli attori. È stato presentato a vari festival cinematografici e ha vinto diversi premi, tra cui il CINE Golden Eagle Award. 
Visto il successo, da quel momento in poi la storia continuò in forma di fumetto facendo il suo debutto comico in una breve storia a fumetti che apparve in Grim Wit No.2 nel settembre 1973. Poi Corben estese questo breve racconto in due parti per la pubblicazione in Métal Hurlant (1975–1976). Ha continuato la storia, trasformandola in un serial in 12 parti chiamato Den, per i primi dodici numeri della rivista Heavy Metal (1977–1978). Ha aggiunto infine un epilogo, L'addio di Den, che è stato stampato sul numero 13 della stessa rivista.(aprile 1978). Dopo varie pubblicazioni in riviste diverse, Corben tornò su Heavy Metal con il sequel in 13 parti Den, che si svolse nelle edizioni dal numero 54 al n. 72 (1981–1983). Queste storie sono state raccolte nel libro tascabile Den 2: Muvovum (1984), che è apparso nello stesso periodo della raccolta della prima edizione, Den: Viaggio nel paese di Giammai.
Quindi Corben iniziò a pubblicare autonomamente Den attraverso la sua compagnia Fantagor Press negli anni '80, a partire da Figli del fuoco (1987), che in seguito fu rivelato essere il prequel delle avventure di Den alla Heavy Metal. Corben lo ha seguito con una serie in corso di Den, che non aveva la nudità frontale completa che era il segno distintivo delle strisce di Heavy Metal originali. Corben è tornato al contenuto per adulti con Den Saga, che ha riempito alcuni dettagli tra Figli del Fuoco e Giammai e Muvovum.